# Campionato del mondo di arrampicata 2023
Il Campionato del mondo di arrampicata 2023 si è tenuto dal 1º al 12 agosto a Berna, in Svizzera.

## Specialità lead

### Uomini
| Pos. | Atleta          | Paese         | Punteggio |
| ---- | --------------- | ------------- | --------- |
|      | Jakob Schubert  | Austria       | 48+       |
|      | Sorato Anraku   | Giappone      | 48        |
|      | Alexander Megos | Germania      | 40        |
| 4    | Lee Do-hyun     | Corea del Sud | 39+       |
| 5    | Ao Yurikusa     | Giappone      | 38+       |
| 6    | Paul Jenft      | Francia       | 33+       |
| 7    | Sean Bailey     | Stati Uniti   | 30+       |
| 8    | Adam Ondra      | Rep. Ceca     | 27+       |
| 9    | Toby Roberts    | Regno Unito   | 20        |
| 10   | Song Yun-chan   | Corea del Sud | 17        |

### Donne
| Pos. | Atleta               | Paese         | Punteggio |
| ---- | -------------------- | ------------- | --------- |
|      | Ai Mori              | Giappone      | TOP       |
|      | Janja Garnbret       | Slovenia      | TOP       |
|      | Seo Chae-hyun        | Corea del Sud | 47+       |
| 4    | Mia Krampl           | Slovenia      | 42        |
| 5    | Brooke Raboutou      | Stati Uniti   | 39+       |
| 6    | Jessica Pilz         | Austria       | 39        |
| 7    | Laura Rogora         | Italia        | 36+       |
| 8    | Miho Nonaka          | Giappone      | 32        |
| 9    | Molly Thompson-Smith | Regno Unito   | 26+       |

## Specialità boulder

### Uomini
| Pos. | Atleta        | Paese         | Punteggio |
| ---- | ------------- | ------------- | --------- |
|      | Mickael Mawem | Francia       | 3t4z 8 12 |
|      | Mejdi Schalck | Francia       | 2t4z 5 10 |
|      | Lee Do-hyun   | Corea del Sud | 2t3z 5 15 |
| 4    | Sorato Anraku | Giappone      | 2t2z 3 3  |
| 5    | Nicolai Užnik | Austria       | 1t 3z 2 5 |
| 6    | Kokoro Fujii  | Giappone      | 0t2z 0 3  |

### Donne
| Pos. | Atleta           | Paese       | Punteggio |
| ---- | ---------------- | ----------- | --------- |
|      | Janja Garnbret   | Slovenia    | 4t4z 4 4  |
|      | Oriane Bertone   | Francia     | 3t4z 7 4  |
|      | Brooke Raboutou  | Stati Uniti | 2t4z 2 11 |
| 4    | Zélia Avezou     | Francia     | 2t4z 8 10 |
| 5    | Natalia Grossman | Stati Uniti | 1t4z 1 9  |
| 6    | Ai Mori          | Giappone    | 1t2z 1 6  |

## Specialità speed

### Uomini
| Pos. | Atleta             | Paese      |
| ---- | ------------------ | ---------- |
|      | Matteo Zurloni     | Italia     |
|      | Long Jinbao        | Cina       |
|      | Rahmad Adi Mulyono | Indonesia  |
| 4    | Rishat Khaibullin  | Kazakistan |
| 5    | Kiromal Katibin    | Indonesia  |
| 6    | Wu Peng            | Cina       |
| 7    | Zhang Liang        | Cina       |
| 8    | Erik Noya Cardona  | Spagna     |
| 9    | Veddriq Leonardo   | Indonesia  |
| 10   | Wang Xinshang      | Cina       |

### Donne
| Pos. | Atleta                      | Paese       |
| ---- | --------------------------- | ----------- |
|      | Desak Made Rita Kusuma Dewi | Indonesia   |
|      | Emma Hunt                   | Stati Uniti |
|      | Aleksandra Mirosław         | Polonia     |
| 4    | Aleksandra Kałucka          | Polonia     |
| 5    | Rajiah Sallsabillah         | Indonesia   |
| 6    | Patrycja Chudziak           | Indonesia   |
| 7    | Leslie Romero               | Spagna      |
| 8    | Zhou Yafei                  | Cina        |
| 9    | Natalia Kałucka             | Polonia     |
| 10   | Deng Lijuan                 | Cina        |

## Combinata

### Uomini
| Pos. | Atleta         | Paese         | Punteggio |
| ---- | -------------- | ------------- | --------- |
|      | Jakob Schubert | Austria       | 183,6     |
|      | Colin Duffy    | Stati Uniti   | 160,7     |
|      | Tomoa Narasaki | Giappone      | 156,7     |
| 4    | Sorato Anraku  | Giappone      | 149,1     |
| 5    | Toby Roberts   | Regno Unito   | 143,4     |
| 6    | Adam Ondra     | Rep. Ceca     | 141,2     |
| 7    | Lee Do-hyun    | Corea del Sud | 127,1     |
| 8    | Paul Jenft     | Francia       | 102,8     |

### Donne
| Pos. | Atleta            | Paese         | Punteggio |
| ---- | ----------------- | ------------- | --------- |
|      | Janja Garnbret    | Slovenia      | 177,0     |
|      | Jessica Pilz      | Austria       | 157,1     |
|      | Ai Mori           | Giappone      | 140,6     |
| 4    | Brooke Raboutou   | Stati Uniti   | 137,8     |
| 5    | Kim Ja-in         | Corea del Sud | 106,2     |
| 6    | Oriane Bertone    | Francia       | 93,8      |
| 7    | Miho Nonaka       | Giappone      | 93,5      |
| 8    | Anastasia Sanders | Stati Uniti   | 69,7      |